# Omo 1
Omo 1 è l'insieme di parti fossili di un cranio di un ominide della specie Homo sapiens scoperto a Omo Kibish in Etiopia nel 1967  da team condotto da Richard Leakey.

## Descrizione
I fossili, datati a circa 130.000 anni fa al momento della loro scoperta, sono stati successivamente retrodatati a circa 195.000 anni.
La ricostruzione del cranio di Omo 1 suggerisce un volume del cervello di 1435 cm³. Le ossa parietali del cranio lunghe e arcuate e il viso corto e largo con la fronte alta sono interpretati come chiaramente moderni. Ugualmente simili a quelli dell'uomo moderno sono la mascella superiore e quella inferiore come anche  il palato a forma di U.